# Culture des céréales dans les années 1810
Cet article présente l'histoire de la culture des céréales dans les années 1810.

## Années 1810
Le prix constaté du blé évolue en légère baisse au cours de la décennie en France, selon l'économiste Jean Fourastié, également si l'on prend en compte l'évolution parallèle du salaire horaire :
| Années                                     | 1810 | 1811 | 1812 | 1813 | 1814 | 1815 | 1816 | 1817 | 1818 | 1819 |
| Prix observé du quintal de blé (en francs) | 26,3 | 34,2 | 42,9 | 29,6 | 23   | 25,4 | 36,8 | 47   | 32   | 23,9 |
| Prix réel (ajusté du salaire horaire)      | 146  | 190  | 238  | 165  | 128  | 145  | 210  | 268  | 183  | 137  |

L'année 1812 est cependant marquée par un pic, après une hausse de plus de 60 % en deux ans, causée par la grave pénurie agricole de 1812. Ces prix élevés ont pour conséquence l'intervention de l'État, en France pour libérer des stocks et en Égypte pour en reconstituer. La chute des cours qui suit amène les fermiers anglais à exiger des protections douanières qu'ils obtiennent dès 1815, d'autant plus efficaces qu'un désastre météorologique fait doubler les prix de vente les deux années suivantes.

### En 1812, l'Égypte réagit à l'ouverture de la mer Noire au commerce
L’ouverture de la mer Noire au commerce des blés en 1812 fait prendre à l'Égypte, des mesures rapides face à cette nouvelle concurrence, pour vider les stocks de blé égyptiens et faire baisser les prix, mais aussi réorienter une partie de ses exportations vers l’est méditerranéen : Syrie, Smyrne et Constantinople. Méhémet Ali gouverneur d'Égypte depuis 1806, nommé par l'Empire ottoman, avait ses propres agents, à Malte à partir de 1811, en Espagne et au Portugal en 1812, capables de le renseigner sur l’évolution de la demande de céréales en Europe, lui permettant d’adapter son offre et ses prix. Il pariait jusque là sur une demande croissante du marché en blé égyptien mais utilisait la souplesse dans la commercialisation des céréales, par la vente à crédit et grâce à des réseaux d'information économique auprès des capitaines et négociants grecs, et de certains négociants syriens, comme le montre la correspondance conservée dans le Diwân al-tidjâra wa-l-mabi’yât (Organisme de commerce et d’achats).
Méhémet Ali acheva son contrôle sur la production par ses décrets de 1813 et 1814 abolissant l’affermage des impôts, ce qui eut comme conséquence de restituer la propriété des terres à l’État. Il se procura des navires pour pouvoir atteindre directement les marchés européens et négocia avec Constantinople la possibilité de remettre le tribut dû par sa province sous forme de blé, fève, riz et autres. Son règne se traduisit par une transformation sans précédent du rôle dévolu au Nil, avec le percement de nombreux canaux, au service de l’agriculture, comme le canal Mahmûdiyya, pour permettre le transport des céréales, donnant au fleuve une valeur nouvelle.

### Grandes crises alimentaires de 1811-1812 et 1816-1817
Les crises de subsistances de 1811-1812 et 1816-1817 ont une cause climatique, malgré une phase d’expansion des ensemencements en blé, appelée à se poursuivre. Plusieurs causes l'aggravent dans certaines régions : réorganisation des flux commerciaux, trop faible monétarisation, stratégies de rétention des détenteurs de grains.
En 1812 comme en 1817, les inégalités d’accès aux ressources céréalières contribuent à la pénurie globale, ce qui fait que les fluctuations des prix du blé n'affectent pas les mêmes zones : le Midi, dans les deux cas, conserve son positionnement, traditionnel depuis le milieu du XVIIIe siècle, dans le quartile supérieur des prix du blé, mais avec une augmentation modeste comparée à celles d'autres régions. Les fluctuations atteignent plus de 70 %, entre 1811 et 1812, dans les régions de prix bas de la Loire et de la Bretagne. En 1816-1817, l’Est de la France, encore occupé par les coalisés, subit la hausse la plus violente, déclenchant l'insurrection dans l’Aisne, la Marne, l’Aube, l’Yonne. En Bretagne et en Normandie, la situation sociale est tendue aussi, en raison de tentatives de taxation des grains. En Auvergne, les invasions de 1815 avaient déjà affaibli les réserves de céréales des paysans ; la récolte de 1816 a été très insuffisante en céréales, pommes de terre et raisins. Les voitures chargées de grains se font attaquer. Les subsistances sont chères et il est difficile de s'en procurer. Des émeutes ont lieu à Langeac et Brioude. puis en région lyonnaise en décembre 1816, les marchés de Montluel, Miribel, Thoissey connaissent des scènes tumultueuses.
Nommé le 1er octobre 1809 ministre de l'Intérieur, Jean-Pierre de Montalivet fait face à la canicule en Europe de l'été 1811, dont un texte préfectoral témoigne : « Un soleil de feu sécha sur pied les céréales : le grain, menu et rare, manquait même presque complètement dans certaines régions ». Conséquence, 76 départements ont des récoltes déficitaires et il manque 10 millions d'hectolitres de grains (sur une consommation annuelle de 93 millions). La crise s'amplifie dans les premières semaines de 1812. Le prix flambe avec des disparités régionales: hausses de 336 % en Seine-inférieure et de 196 % dans les Bouches-du-Rhône. Le froment, l'orge, le seigle et l'avoine augmentent de 72 %, 115 %, 121 % et 41 %. L'hyper-inflation toucha aussi les légumes. L'émeute de 1812 à Caen, liée à la cherté du blé et à la difficulté à s'en procurer, commence le 2 mars par une bousculade à la halle aux grains. Le maire et le préfet sont pris à partie, un moulin est pillé et dix jours après des Caennais sont condamnés à mort et exécutés. Au cours des procès qui se déroulent le 14 mars, onze personnes seulement sont acquittées.
Début mai, les prix avaient déjà grimpé et les préfets qui avaient décidé de taxer à un niveau supérieur aux 33 francs fixés pour Paris virent les grains affluer dans leur département, où ces flux de blé étaient mieux rémunérés. Du coup, des départements disposant habituellement d’excédents de céréales, y compris en période de soudure (mai-août), basculèrent dans la disette. Cette situation suscite un mécontentement : en réponse au questionnaire que Jean-Pierre de Montalivet leur adressa à la fin de l’été 1812, les préfets désavouèrent presque d’une seule voix l’inspiration antilibérale des décrets. Ceux des départements de la vallée du Rhône et du Midi provençal ont ensuite délibérément ignoré la surtaxe, pour éviter de surenchérir sur le taux très élevé de 45 francs qu'avait choisi le préfet du Rhône, afin de garantir au blé un prix de vente suffisamment rémunérateur sur les marchés de Lyon, en manque de blé. Autre motif au boycott de fait de la taxe, ces préfets de la vallée du Rhône et du Midi ne voulaient pas compromettre la descente vers le Sud des blés de la Bourgogne et de la Champagne, indispensable car Marseille ne peut plus importer, la Méditerranée étant entièrement sous contrôle anglais. Dès l’automne 1811, les négociants phocéens avaient tenté de prévenir la catastrophe, par des achats massifs dans les terroirs beaucerons et bas-normands.
En 1816-1817, le mauvais temps et le faible ensoleillement dus à l’éruption du Tambora en 1815 en Indonésie en avril, avec sa colonne de fumée de 33 km de hauteur, qui dura 33 h, la plus violente depuis l'éruption du Samalas en 1257, ont affecté toutes les récoltes en Europe. La France est plus durement touchée par cette année sans été car les troupes alliées l'ont envahie en 1815, après la bataille de Waterloo, avec réquisitions et pillages. La hausse des prix du blé devient dramatique et la famine sévit, marquée par des émeutes de grande ampleur, dans l’Est de la France et le sud du Bassin parisien, le gouvernement s’emploie d'abord à nier l’ampleur de la crise, même quand des départements éprouvent la pénurie. Puis ordre est donné aux préfets de rechercher l'égalisation des prix, et le comblement des déficits locaux. Parmi les préfets, un pourcentage significatif (environ 20 %) a suggéré au gouvernement un retour au moins partiel à davantage de dirigisme.

### En Angleterre, laCorn Lawde 1815, à la fin de la guerre de 1812

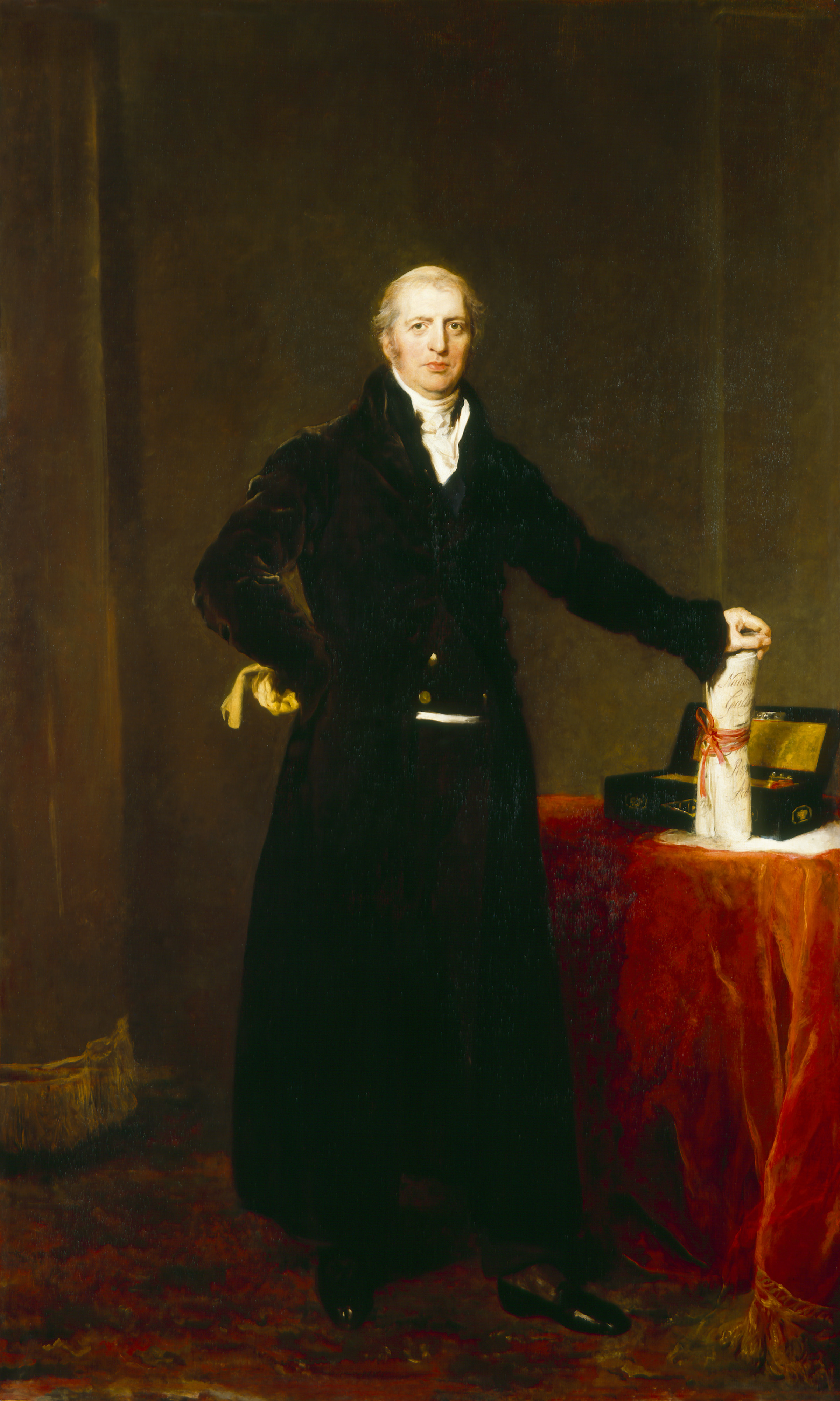
Lord Liverpool, chef du gouvernement créateur de la Corn Law de 1815.

En 1815, la première des Corn Laws interdit toute importation de blé dès que le prix passe sous 80 shillings le quart (66 shillings pour le blé canadien). L'Angleterre vient de perdre la guerre de 1812 face aux États-Unis et veut soutenir le Canada, où l'aristocratie loyaliste a dû émigrer, peuplant les rives du lac Ontario et du Saint-Laurent. Le blé nourrit les camps de bûcherons et les garnisons lors de la guerre de 1812 mais aussi la Grande-Bretagne et le Bas-Canada.
Pendant les guerres napoléoniennes, le marché anglais du blé avait en effet été restructuré par les négociants anglais de telle manière que le Canada en fournisse les deux-tiers en 1810, il s'agit d'encourager les front pionniers de l'Ontario, où le défrichage produit du bois avant de planter du blé. Pendant le blocus continental, le prix du blé avait culminé à 127 shillings en 1812, puis chuté en 1814 à 74 shillings. À ce prix, le blé canadien est sûr de rester autorisé. Le commerce mondial est assuré à 65 % par la Pologne et le nord de l'Allemagne, la Sicile, le Maghreb et les Amériques fournissant le reste.
Mais les prix doublent en 1816-1817, lors du mauvais temps causé par l'éruption du Tambora en 1815. Les importations anglaises quadruplent de 1814 à 1818, à 100 millions de francs. Les céréaliculteurs anglais, à qui la corn law de 1815 rappelle agréablement les barrières douanières de 1791 et 1804, prennent rapidement le relais. De ce fait, la hausse de l'offre et la baisse des prix qui suivent le pic de 1817 sont nettement plus fortes qu'attendues, amenant les prix vers 40 à 60 shillings le quart en 1820, fermant l'accès à l'Angleterre aux céréales du Canada. Les marchands font signer des pétitions contre le protectionnisme, dénonçant les émeutes de la faim de 1817.
La Corn Law de 1815 sera donc profondément amendée :
- dès 1822, par une loi prévoyant la réouverture des frontières à partir de 80 shillings le quart et leur fermeture en dessous de 70 shillings, soit dix shillings de moins qu'en 1815 : la protection du blé anglais devient beaucoup moins systématique.
- puis en 1825, pour revenir à la volonté d'encourager le Canada, cette fois plus efficacement : le blé des colonies n'est plus contingenté du tout. Il subit une taxe de 5 à 6 shilling le quart, 4 fois moins que les autres blés importés[12]. Le blé canadien voit ses exportations en Angleterre plafonnées à 125,000 tonnes, lui donnant de la marge : entre 1817 et 1825, l'Ontario avait expédié en moyenne 57 800 tonnes de blé à Montréal[11], pour l'essentiel consommées sur place.
- en 1828, c'est l'introduction d'une « échelle mobile », négociée en 1827 par William Huskisson, responsable du Board of Trade depuis 1823. Elle vise à protéger encore plus le Canada, en taxant seulement ses rivaux : un shilling par quart de blé importé si les prix du blé sont entre 73 et 79 shillings. S'ils descendent sous 73 shillings, la taxe augmente, progressivement, remplacée par une interdiction sous 52 shilling.

### En 1818, l'échec des chroniques «Agricola» en Nouvelle-Écosse
L'Angleterre a aussi tenté d'encourager la culture des céréales dans les provinces maritimes de l'est du Canada, au climat plus doux, sur les rives des cours d’eau, par exemple le long du fleuve Saint-Jean au Nouveau-Brunswick. Les nouvelles terres se prêtent bien à la culture céréalière mais, pour des raisons d’ordre culturel, agricole et commercial, les colons préfèrent l’agriculture mixte et se consacrent avant tout à l’élevage du bétail, qui demande moins de main-d’œuvre que la culture des céréales. En 1818, John Young, marchand de Halifax, milite pour l’amélioration des méthodes agricoles en Nouvelle-Écosse. Convaincu du potentiel de progrès de l'agriculture dans la province, il écrit des chroniques signées « Agricola » dans l'hebdomadaire Acadian Recorder, fondé le 16 janvier 1813 par Anthony Henry Holland, futur papetier à Bedford. Une société provinciale d'agriculture se crée en 1818 et il devient secrétaire du bureau central de l'agriculture, parrainé par le gouvernement et installé à Halifax, principal port de Nouvelle-Écosse. Des sociétés agricoles se forment autour de lui mais les efforts de Young sont vains, car, les marchands ne s’intéressent pas à l’agriculture locale, tandis que les agriculteurs sont peu motivés. Jusqu'en 1850, la Nouvelle-Écosse et le Nouveau-Brunswick resteront ainsi importateurs nets de denrées alimentaires des États-Unis. Seule l’Île-du-Prince-Édouard affiche un excédent agricole, qui grandit dans les années 1920 au point de lui permettre à partir de 1831 d'exporter du blé en Angleterre, où la croissance urbaine a creusé les besoins en céréales étrangères.

### Le Portugal choisit l'importation, deux ans avant sa révolution libérale
À la fin des guerres napoléoniennes, le Portugal retrouve son intégrité territoriale mais doit payer à la France une indemnité de 2 millions de francs, ce qui amène un fort mécontentement. De 1815 à 1821 le Brésil fait partie du Royaume-Uni de Portugal, du Brésil et des Algarves dont la capitale est de fait Rio de Janeiro car la famille royale y est réfugiée depuis 1807. L'ancienne colonie peut alors commercer directement avec d'autres états européens. Cela accentue les problèmes économiques du Portugal, encore sous l'administration de William Beresford en l'absence de la famille royale. En 1818, les importations de blé reprennent. Le blé, acheté par le gouvernement est cédé à bas prix aux industriels de la meunerie qui fournissent à bon marché un pain « politique ». L'opposition accuse le gouvernement de léser les intérêts des producteurs nationaux et d'accroître la dépendance économique du pays. Cette situation créée une vague de protestation qui aboutit à la révolution libérale portugaise de Porto le 24 août 1820.